# Tatjana Iwanowna Saslawskaja

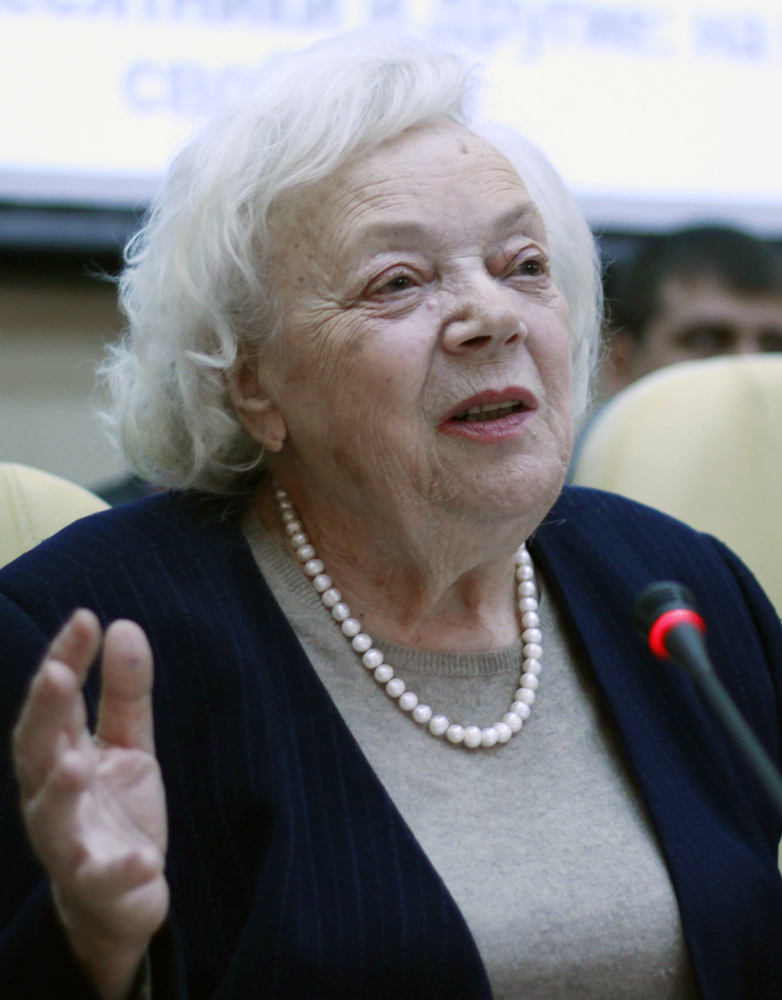
Tatjana Saslawskaja, 2011

Tatjana Iwanowna Saslawskaja (russisch Татьяна Ивановна Заславская; * 9. September 1927 in Kiew, Ukrainische SSR; † 23. August 2013 in Moskau) war eine sowjetische Professorin der Soziologie und Meinungsforscherin.
Ab 1943 studierte sie Physik und später zusätzlich Ökonomie an der Moskauer Staatsuniversität. 1950 absolvierte sie die Studiengänge und 1965 wurde sie Doktor der Wissenschaften. 1954 wurde sie Mitglied der Kommunistischen Partei der Sowjetunion.
Saslawskaja wurde 1963 von Abel Aganbegjan an das  Institut für Ökonomie und Industrieproduktionsorganisation der Sibirischen Abteilung der Akademie der Wissenschaften der UdSSR berufen. 1968 wurde sie zum korrespondierenden Mitglied und 1981 zum ordentlichen Mitglied der Akademie der Wissenschaften der UdSSR gewählt. Eine ihrer Aspirantinnen war Olga Bessonowa.
Im August 1983 hielt Saslawskaja im sibirischen Zentrum der Akademie der Wissenschaften der UdSSR in Akademgorodok einen Vortrag, in dem sie ein Programm tiefgreifender sozialer, politischer und wirtschaftlicher Reformen, Perestroika, entwarf, zusammen mit dem ergänzenden Begriff Glasnost. Diese von ihr geprägten Begriffe wurden etwas später vom neuen Generalsekretär der KPdSU, Michail Gorbatschow, aufgenommen und umgesetzt.
Sie war Leiterin des Meinungsforschungsinstituts WZIOM und erhielt 2000 den Demidow-Preis der Russischen Akademie der Wissenschaften. Sie war auswärtiges Mitglied der Polnischen Akademie der Wissenschaften. 1993 wurde sie zum ordentlichen Mitglied der Academia Europaea gewählt.
Saslawskaja starb 85-jährig in Moskau und wurde auf dem Danilow-Friedhof bestattet.

## Ehrungen
- Ehrenzeichen der Sowjetunion (1972)[1]
- Orden des Roten Banners der Arbeit (1975)[1]
- Orden der Völkerfreundschaft (1981)[1]
- Orden der Oktoberrevolution (1987)[1]